# TNMS
TNMS는 전국 멀티미디어 통합 조사(Total National Multimedia Statistics)의 약자로, 대한민국의 텔레비전 프로그램 시청률 조사 회사이다. 지상파, 케이블 TV, 스카이라이프, DMB 시청률 조사를 시행한다.

## 연혁
- 1998년 12월: TNS미디어코리아 설립
- 1999년 10월: 전국 지상파 및 케이블 TV 시청률 조사 시작
- 2003년 1월: 스카이라이프 시청률 조사 시작
- 2005년 1월: 스카이라이프 쌍방향 채널 시청률 조사 시작
- 2005년 5월: 위성 DMB 시청률 조사 시작
- 2010년 1월: 사명을 TNMS로 변경

## 시청률 조사
대한민국의 TNMS는 전국 16개 시·도 지역(제주도 및 전국 읍·면 지역 포함)에서 4,000가구, 13,800명이 패널을 구성하고 있다.
패널 구성비는 지상파와 케이블TV 패널 3,000가구(9,900명), 스카이라이프 HD 1,000가구(3,300명), IPTV 500가구, 지상파 DMB 600명이다.
조사 대상자로 선정된 가구는 그 가구에서 사용하는 모든 TV 수상기에 시청률 조사 기기인 피플미터를 장착하게 되며, TV 시청을 시작할 때와 시청을 종료할 때 피플미터와 연결된 핸드셋을 누름으로 조사에 참여하게 된다.
패널이 될 수 있는 사람은 학력과 소득, 지위의 제한이 없이 남녀노소 누구나 될 수 있으나, 가족 중 방송 광고 관련 산업에 종사하는 사람이 있는 경우 등은 조사 대상에서 제외된다.
조사된 결과는 새벽 2시 이후에 본사로 전송되어 통계 처리되며, 매일 아침 7~8시에 각 방송사, 광고 회사, 신문사 등에 발표된다.

## 시청률 조작 논란
2006년 10월 경쟁 시청률 조사회사인 AGB닐슨미디어리서치에 의해 TNMS사의 시청률 조작 의혹이 제기되었다. 2003년 10월부터 2005년 1월 사이 발표된 TNS(전신)의 각종 시청률 조사 결과 가운데 600여 건이 인위적으로 고쳐졌다는 내용이었다. 2011년 대법원은 TNMS가 시청률을 조작했다고 판시하였다. 다만 민사재판의 경우 서울고등법원에서 양측의 청구를 모두 기각하였다.

## 같이 보기
- 시청률
- 닐슨코리아
- 한국갤럽